# Nautilocalyx cordatus
Nautilocalyx cordatus là một loài thực vật có hoa trong họ Tai voi. Loài này được (Gleason) L.E.Skog mô tả khoa học đầu tiên năm 1991.